# Ekaterina Fesenko
Ekaterina Fesenko-Grun' (in russo Екатерина Фесенко-Грунь?; Krasnodar, 10 agosto 1958) è un'ex ostacolista sovietica, specializzata nei 400 metri ostacoli, disciplina di cui è stata campionessa mondiale a Helsinki 1983.

## Palmarès
| Anno | Manifestazione | Sede     | Evento   | Risultato | Prestazione | Note |
| ---- | -------------- | -------- | -------- | --------- | ----------- | ---- |
| 1982 | Europei        | Atene    | 400 m hs | 7ª        | 55"86       |      |
| 1983 | Universiadi    | Edmonton | 400 m hs | Oro       | 54"97       |      |
| 1983 | Mondiali       | Helsinki | 400 m hs | Oro       | 54"14       |      |